# Koror

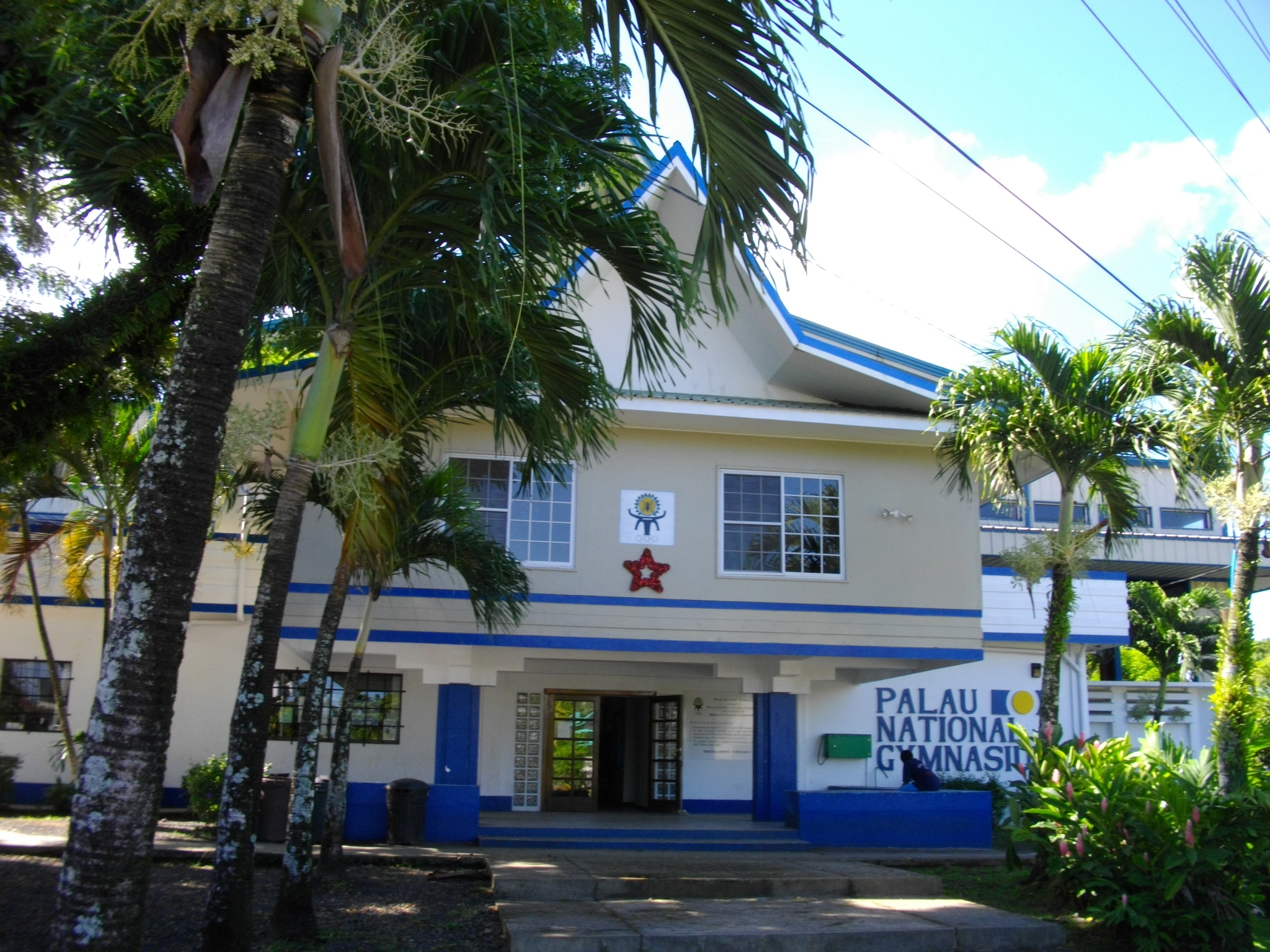
Institut de Koror, amb arquitectura típica

Koror és la ciutat més gran i antiga capital de la República de Palau. Es troba a l'illa del mateix nom que, juntament amb altres de menors, forma l'estat de Palau anomenat també igual.
De fet, Koror és l'única ciutat de Palau. La població de la capital és d'uns 11.000 habitants i la de tot l'estat puja només a 12.700. Amb tot i això, Koror aglutina el 70% de tots els habitants de la república.

Koror és la capital econòmica de Palau i concentra, en els seus 18 km2, la majoria de serveis i d'instal·lacions turístiques. Està connectada per un pont atirantat amb la veïna illa de Babeldaob, al nord-est, on hi ha l'aeroport internacional.El turisme constitueix una important font d'ingresos, i hi és especialment reputada la pràctica del submarinisme.

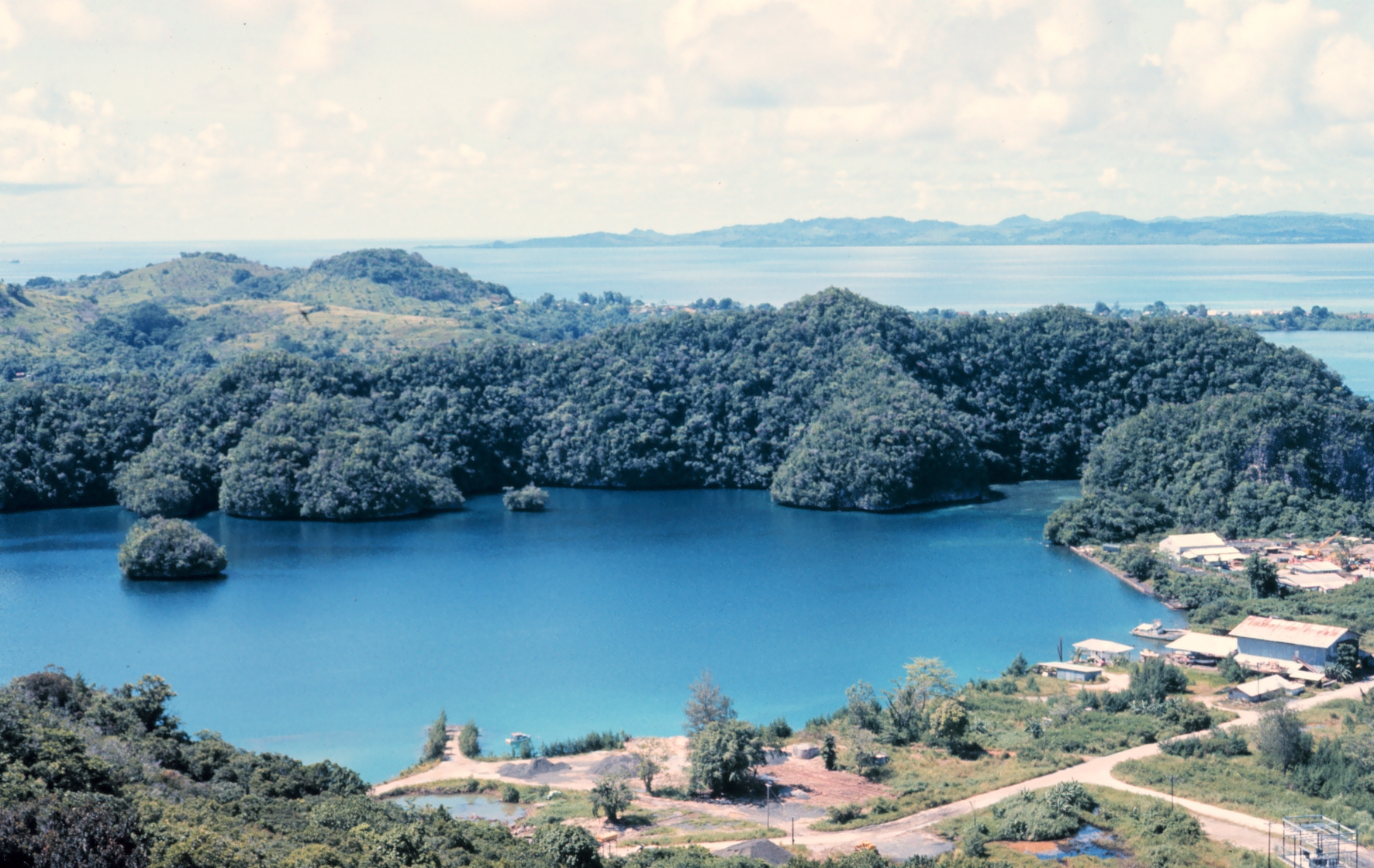
Illa de Malakal

Koror fou la capital de Palau durant el període colonial espanyol, alemany, japonès i estado-unidenc. Durant el domini japonès fou emprada com a ciutat de vacances per a l'élit japonesa, però la majoria d'instal·lacions foren fortament bombardejades durant la Segona Guerra Mundial. Amb la independència del país el 1994, es va convertir en la seva capital fins que, el 2006, es va decidir traslladar-la a l'estat de Melekeok, a l'illa de Babeldaob, molt més extensa.
La ciutat està agermanada amb Angeles City (Filipines) i Gilroy, California (EUA).